# Федерация женщин Бразилии
Федерация женщин Бразилии (порт. Federação de Mulheres do Brasil, англ. Brazilian Women's Federation. англ. Women's Federation of Brazil) — неправительственная женская организация в Южной Америке, действовавшая с 1949 по 1957 год. 
Федерация имела прочные связи с Бразильской коммунистической партией. 

## История
Федерация была основана Алисой Тибирикой (Alice Tibiriçá) и другими представительницами феминистисеского и коммунистического движения Бразилии после Второй мировой войны. 
В 1945 году несколько бразильских женщин посетили Международный конгресс женщин в Париже, мероприятие, на котором была основана Международная демократическая федерация женщин спонсируемая Советским Союзом. При поддержке Коммунистической партии Бразилии Тибирика присутствовала на заседании совета Международной демократической федерации женщин в Праге в 1947 году в качестве президента учреждённой «Федерации женщин Бразилии», которая официально присоединилась к Международной демократической федерации женщин в 1947 году. 
Чтобы обеспечить национальное присутствие федерации, в каждом штате Бразилии были созданы филиалы. 
В 1949 году, который часто называют годом основания Федерации, она провела свое первое национальное собрание, на котором присутствовали представители штатов. Организация объединила национальную сеть представителей государства, членов рабочего класса и районные ассоциации, занимающиеся вопросами питания, воды и жилья. В политическом отношении Федерация поддерживала антифашизм и мир.
После того, как политическая деятельность Бразильской коммунистической партии была запрещена в мае 1947 года, Федерация столкнулась с усилением антикоммунистического давления. В 1952 году делегатам, желающим присутствовать на съезде Международной демократической федерации женщин в Москве, было отказано в визах. В 1956 году Жуселину Кубичек приостановил деятельность федерации и впоследствии объявил её вне закона. 
В конце десятилетия прошла крупная демонстрация протеста, посвященная десятилетию федерации. Однако организация больше не могла поддерживать себя, как отметила Бранка Фиальо в письме 1962 года:

Несмотря на все усилия небольшой группы очень лояльных женщин, Федерация женщин Бразилии прекратила свое существование. У нас было много трудностей, и мы не смогли их преодолеть. Католические женщины были против нас, потому что Церковь борется против нас и объявила нас коммунистами. Буржуазные женщины боятся с нами сотрудничать. Полиция закрыла нашу федерацию (хотя федерация зарегистрирована). Я не знаю, почему коммунисты не хотят с нами работать, наверное, боятся себя скомпрометировать. Таким образом, в нашей организации осталось всего 4-5 женщин. Без членов, без людей мы не сможем работать. Именно поэтому мы вынуждены заявить, что нашей организации больше не существует.